# Anne Vabarna
Anne Vabarna (ur. 21 grudnia 1877 w Võpolsova, zm. 7 grudnia 1964 w Tonja) – śpiewaczka z Estonii, z regionu Setomaa.

## Biografia
Anne Vabarna była ważną artystką dla mniejszości setuskiej. Nagrywała wykonania pieśniarskie tradycyjnych pieśni Setu. Szczególną pozycją w repertuarze była kompozycja narodowego eposu „Peko”, przedstawiająca historię boga Peko, dającego wolność mieszkańcom Setomaa. Wykonywała także tradycyjne pieśni, w tym piosenki ludowe dla dzieci, modlitwy, ludowe podania. Znana jest także z wykonania pięćdziesięciu dwóch lamentów ślubnych (charakterystyczne dla obrzędowości tego regionu). 

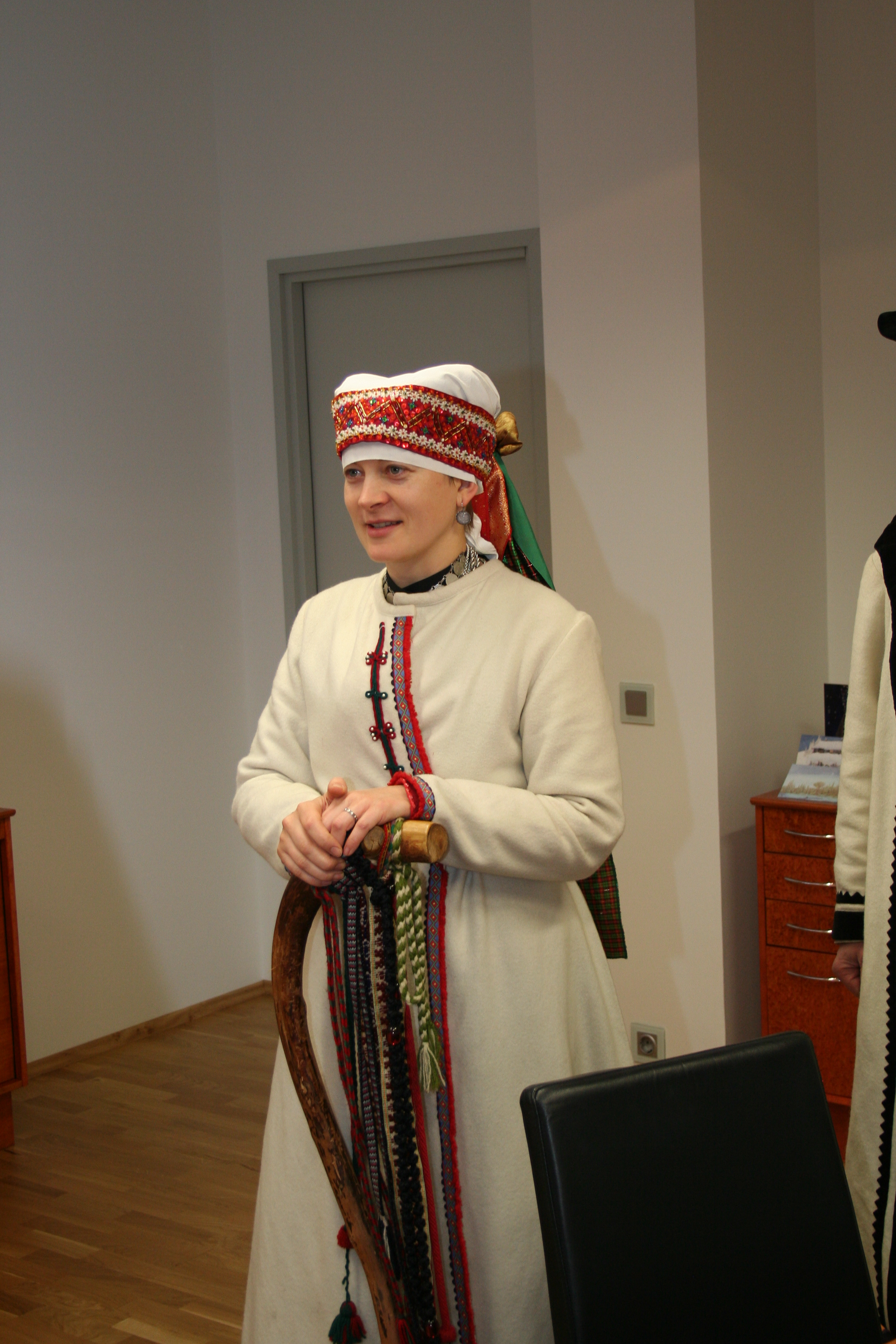
Jane Vabarna, prawwnuczka Anne Vabarna.

Była także świetną improwizatorką: ponad 20 tys. wierszy jej autorstwa jest o folklorystach, politykach, lekarzach, gościach odwiedzających Setomaa itp. Wykonywała także epickie kompozycje i ludowe opowieści.
Stała się sławna, gdy zaczęła występować poza Setomaa w latach 20. i 30. XX wieku. Ponieważ wplatała w wykonania także motywy radzieckiej ideologii, była zaproszona na obchody 800-lecia Moskwy w 1947 roku jako reprezentantka Estonii.

## Współczesny odbiór
Zaangażowanie w sprawy regionu i utrzymania tożsamości kulturowej mieszkańców Setomaa jest widoczne u prawnuczki Anne Vabarne, również śpiewaczki – Jane Vabarna. Została ona m.in. wybrana na Królową Setomaa w roku 2015.
W 2015 zespół Trad.Attack! połączył tradycyjne nagranie śpiewu Anne Vabarna ze swoim folk rockowym brzmieniem. Jeden z członków zespołu, Jalmar Vabarna, jest prawnukiem śpiewaczki.